# حبيب العجمي
حبيب بن محمد العجمي البصري زاهد وعابد من أهل البصرة ويكنى أبو محمد ووالده أستوطن بلاد فارس ولهذا سمي بالعجمي. روى عن الحسن البصري، وشهر بن حوشب، والفرزدق شيئا يسيرا.

## نسبه
حبيب بن عيسى بن محمد، لقبه العجمي.كنيته أبو محمد.أصله من فارس

وروى عنه حماد بن سلمة، وأبو عوانة، وجعفر بن سليمان، وداود الطائي، ومعتمر بن سليمان، وآخرون.
وكان مجاب الدعوة. تؤثر عنهُ كرامات وأحوال، وكان لهُ دنيا، فوقعت موعظة الحسن في قلبه، فتصدق بأربعين ألفا، وقنع باليسير. وعبد الله حتى أتاه اليقين.
قال ضمرة بن ربيعة: حدثنا السري بن يحيى قال: كان حبيب يرى بالبصرة يوم التروية ويرى بعرفة من الغد قلت: سقت من أخباره في «تاريخ الإسلام» وذكره ابن عساكر في «تاريخه».

## صفاته
جالس مجالس الوحدة، أنيس المراقبة والخلوة، مرشد الطريق، الشارب من رحيق التحقيق، المفتقر إلى الله بالفقر العدمي

## وفاته
سكن حبيب العجمي في بغداد وتوفي فيها[بحاجة لمصدر]، ومرقدهُ معروف حالياً ولقد تم إنشاؤه في القرن التاسع الهجري، ويقع في محلة بشار على ضفاف نهر دجلة ويحتوي على مسجد فيهِ مصلى واسع ورواق تقام فيهِ الصلوات الخمس، وأجريت عليهِ اصلاحات عام 1973م، ثم تمت صيانتهُ وإعادة بناءه في عام 2012م من قبل ديوان الوقف السني في العراق.، ورأى الدكتور مصطفى جواد وغيره أن حبيباً العجمي دُفِن بالبصرة قبل أن تُبنى بغداد.